# Benzin

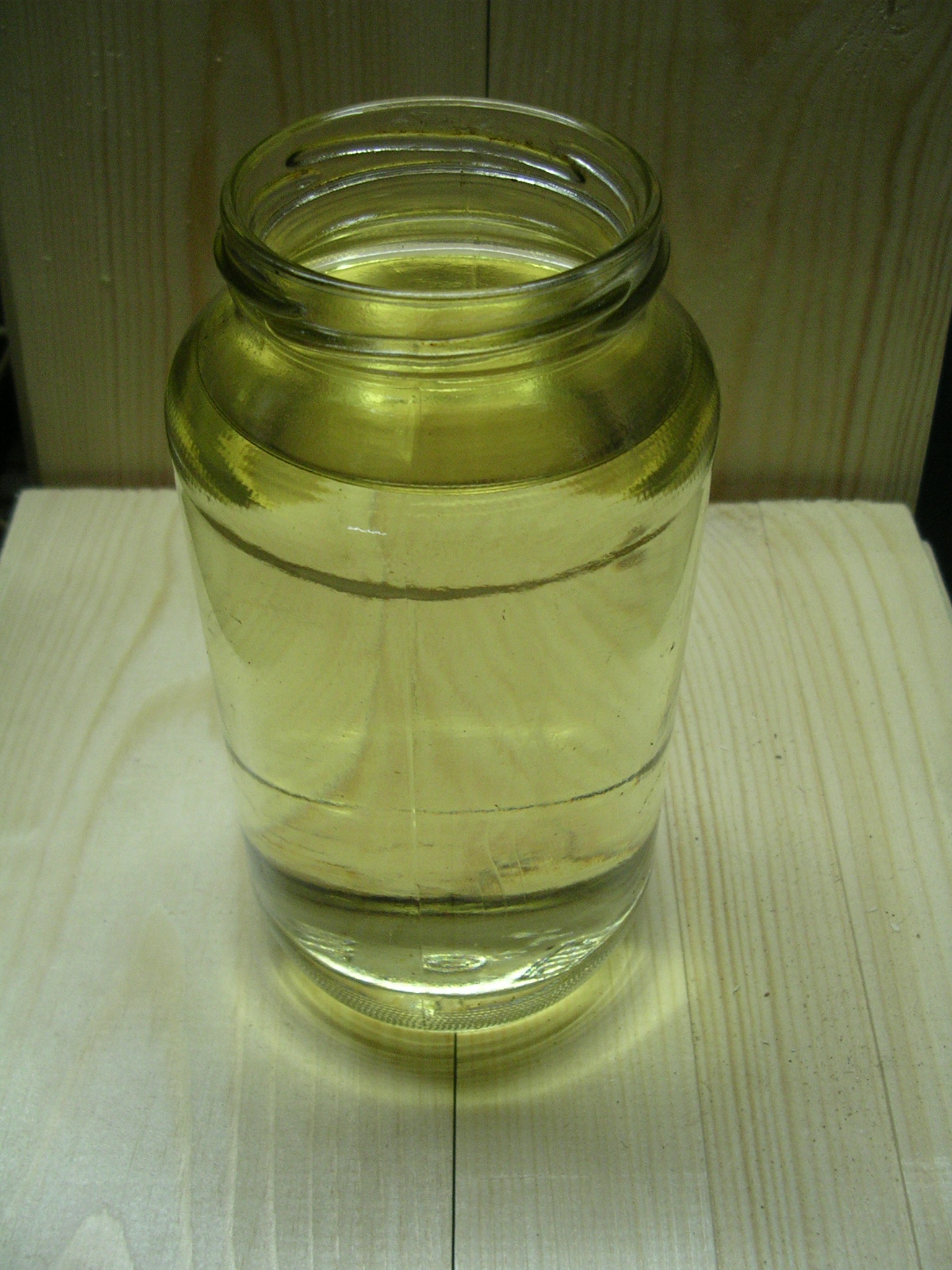
Benzin befőttesüvegben

A benzin a nyers, természetes kőolajból desztillálás útján kapott folyadék. Nem egységes vegyület, hanem a paraffin (paraffin = parum affinis, latin) sorozatba tartozó szénhidrogének elegye. Színtelen, könnyen folyó, szaga a petróleuméra emlékeztető. Vízben oldhatatlan, kétfázisú heterogén rendszert alkot, ellenben borszeszben meglehetősen jól oldódik. Elegyíthető éterrel, kloroformmal és különféle zsírokkal. Nagyon gyúlékony, levegővel keveredve majd meggyújtva erőteljes robbanásra képes.
A magyar nyelvben benzinnek nevezünk több, egymástól kémiailag különböző (bár felületesen szemlélve fizikailag hasonló), eltérő felhasználási területű folyadékot:
- benzinnek nevezzük a kőolaj atmoszferikus desztillációjánál kapott legkönnyebb frakciókat;
- benzin (vagy petroléter) a fenti folyadék tisztításával nyert oldószer (pl. lakkbenzin); orvosi tisztaságú változata a sebbenzin (Benzinum medicinale); főképp nyíltláncú, telített szénhidrogénekből, pentánból, hexánból (C6H14) és heptánból (C7H16) áll;
- motorbenzin a belsőégésű Otto-motorok üzemanyagaként felhasznált folyadék; a paraffinokon túl több mint 400 féle alkotóból (olefinek, ciklohexán, benzol, toluol, orto-, meta- és para-xilolok és egyéb vegyületek) áll.

A benzin elnevezés a benzolból ered.

## Motorbenzinek

### Tulajdonságai
Az európai szabványoknak megfelelő motorbenzin színezetlen, jellegzetes szagú, hígan folyó, látható szennyeződésektől mentes folyadék. Vizet nem tartalmazhat. Kémiailag nem agresszív, a vele érintkező alkatrészeket nem oldja, nem korrodálja. Alkalmas karburátoros és közvetlen befecskendezéses négyütemű Otto-motorok, valamint adalékolással kétütemű motorok üzemeltetésére is.

#### Fizikai tulajdonságok
Forráspontja 60 és 200 °C közé esik. Mivel különböző anyagok keverékéről van szó, nem jellemezhető egyetlen forrásponttal. A motorbenzin is, mint a kőolaj származéka, frakciókra desztillálható, és benne az egyes frakciók arányát határozzák meg. A 70 °C-ig átdesztilláló rész például nem lehet több 50%-nál.
Gőznyomása 45 és 90 kPa között változhat, a télen forgalmazott üzemanyagnak engednek meg nagyobb értéket.
Sűrűsége 0,720-0,775 g/cm³ között változik.

#### Kémiai tulajdonságok
A motorbenzin nem lehet oxidáló hatású, a rézlemez-próba negatív (a forró benzinbe mártott rézlemez öt óra után sem mutathat oxidációt, azaz elszíneződést).
Az olefintartalom miatt oxidálódik, azaz a levegő oxigénjét megköti, de ennek a reakciónak kellően lassúnak kell lennie.
Ezeket a vizsgálatokat magyar és EU-s szabványok írják elő, mint ahogy az alábbi komponensek maximális értékét is:
- Ólomtartalom: 5 ppm. Az ólom-tetraetil használatának betiltása óta a benzin gyakorlatilag nem tartalmaz ólmot.
- Kéntartalom: 10 ppm (gyakorlatilag kénmentes üzemanyag). A korábbi előírások sokkal magasabb értékeket is megengedtek, a szigorítás a környezetvédelem egyik jelentős eredménye.

A motorbenzin jelentős arányban tartalmaz aromás szénhidrogéneket, ezen belül benzolt is. Szintén szigorítás következménye ezek arányának csökkentése (35, ill. 1 tf%-ra).
A benzingyártás folyamán keletkező telítetlen szénhidrogének aránya 18% lehet. A magas olefintartalom az oxidációt és a gyantaképződést segíti elő, ami káros a minőségre.

#### Oktánszám, kopogás, kompressziótűrés
A robbanás és az égés közötti különbség a lángfront sebességében rejlik. Magas sűrítési viszony mellett a motorban az alacsonyabb oktánszámú benzin hajlamos az úgynevezett kopogásos égésre, amikor a benzin-levegő keverék még az elektromos gyújtási impulzus megjelenése előtt begyullad. Ez az öngyulladás, amikor a lángfront sebessége az égéstérben elérheti a 2000 m/s értéket. Normál égés során a lángfrontsebesség csak mintegy 40–50 m/s. Az oktánszám a benzin nagy sűrítés melletti öngyulladásra való hajlamosságát mérő szám.
A benzin kompressziótűrését egy olyan keverékkel hasonlítják össze, melyet a heptán (7 szénatomos lánc) és az izooktán (8 szénatomos lánc) keverésével állítanak elő. Az oktánszám jelenti azt az oktán-komponens arányt, amelynél a keverék és a benzin kompressziótűrése megegyezik. A megállapodás szerint a 7 szénatomos tiszta heptán oktánszáma 0, a tiszta izooktán tartalmú üzemanyag oktánszáma 100 (a 95-ös benzin kompressziótűrése megegyezik a 95% izooktánt és 5% heptánt tartalmazó keverékével).
Az izooktán 8 szénatomos, elágazó láncú, telített szénhidrogén, 2,2,4-trimetilpentán. A 2,2,4 számok a metilgyökök kapcsolódási pontjai, annak a szénatomnak a láncbeli elhelyezkedési sorszáma, ahol a láncsorban a megadott sorszámú szénatomnál a metilgyök bekapcsolódik a láncba.
Az elágazó láncú szénhidrogén jobban tűri a sűrítést, és kevésbé hajlamos a robbanásszerű, kopogásos égésre. Az oka az, hogy a hosszabb, elágazás nélküli, nyíltláncú szénhidrogén magas sűrítésen és nagy hőmérsékleten másképpen viselkedik. A hosszú, egyenes lánc több helyen szakad fel egyszerre a kémiai reakció során, így az égés jellege agresszív. A többszörösen elágazó lánc már nem tud akkora darabokra szakadni, így az égése lágyabb.
Szintén magas az oktánszámuk az aromás és gyűrűs szénhidrogéneknek, valamint a metanolnak és etanolnak is.
Motorhajtóanyagként keverték régebben a sűríthetőség növelése céljából ólom-tetraetillel Pb(C2H5)4, amely rendkívül mérgező folyadék. Újabban nem (vagy kevésbé) mérgező anyagokkal (ETBE, MTBE) javítják az oktánszámot.
Gyakori tévedés, hogy a magas oktánszámú üzemanyag nagyobb motorteljesítményt, alacsonyabb fogyasztást eredményez. Valójában az oktánszám nincs arányban az üzemanyagból kinyerhető energiatartalommal, csak a kompressziótűrést jellemzi. Magas oktánszámú benzint csak különleges, magas kompresszióviszonyú motorokban kell használni (erről a gyártó mindig nyilatkozik). A magasabb oktánszám az égés lassulását jelenti, tehát akár még teljesítménycsökkenést is okozhat.

### Egyéb anyagok a motorbenzinben
A kopogásgátló anyagok mellett a motorbenzineket egyéb adalékokkal is kezelik. Ezek többsége a minőségi követelmények elérése végett kerül bele (pl. az oxidációt lassítják, a reakcióképességet csökkentik), valamint a gépjármű üzemanyagellátó-rendszerét és a motort kímélik (surlódáscsökkentő, lerakódásgátló adalékok). Újabban – elsősorban környezetvédelmi megfontolásokból – etanolt (etil-alkoholt, bioetanolt) is kevernek a motorbenzinbe. Az EU-s szabályozások kötelezővé teszik a 10% bioetanolt tartalmazó (E10) üzemanyag forgalmazását, de létezik 85% alkoholtartalmú (E85) üzemanyag is. (Ez utóbbihoz már szükséges a jármű üzemanyag-ellátó rendszerének átépítése.) Az etanolnak jelentős az oktánszám-növelő hatása.

### Előállítása
A motorbenzint a mai napig alapvetően a kőolaj frakcionált desztillációjával nyerik. Ez az eljárás azonban önmagában se mennyiségileg, se minőségileg nem ad megfelelő eredményt. A nyersolaj benzinné desztillálható frakciója viszonylag kicsi, az eredmény az olaj származási helyétől is függ.
Ezért ezt az eljárást az alábbiakkal egészítik ki:
- Fluid katalitikus krakkolás (FCC), amely az előzetesen kénmentesített, hosszú szénláncú szénhidrogéneket tartalmazó frakciókat alakítja át értékesebb, kisebb szénatomszámú termékekké. A krakkolással jelentősen növelhető a kőolajból előállítható motorhajtó anyagok mennyisége.
- Katalitikus benzinreformálás. A kénmentesített benzinpárlatok oktánszámának növelésére szolgáló eljárás, amely segítségével az alacsonyabb oktánszámú párlatokból az aromás tartalom növelésével állítanak elő magas oktánszámú értékes benzinkomponenst.
- Az alkilezés során izobutánt olefinekkel egyesítenek hidrogén-fluorid katalizátor jelenlétében. Az eljárás végterméke magas oktánszámú, kis szenzibilitású motorbenzin-komponens.
- Izomerizálással a kis oktánszámú n-paraffinokban dús frakciókat alakítják át magas oktánszámú izoparaffinokká (elágazó láncú szénhidrogénekké).
- Szintetikus módszerrel (többnyire Fischer–Tropsch-eljárással) készült motorhajtó anyagok. Egyes gyártók kínálnak már teljesen szintetikus üzemanyagokat is. Mivel az alapanyagok különfélék lehetnek (eredetileg széngázból gyártották kőolajhiány esetén, de bármilyen szerves, széntartalmú anyag lehet forrás), ezért a jövőben várható a szintetikus benzinek elterjedése (bővebben: biobenzin).

A benzingyártás utolsó műveleti lépése a komponensek keverése és adalékolása, amelynek során állítják elő az előírásoknak és a piac igényeinek megfelelő minőségű motorbenzineket.

## Benzinek egyéb alkalmazási területei
Napjainkban elsősorban motorok hajtására alkalmazzák. Az ambuláns sebészet – steril változatát, a sebbenzint a lényegesen drágább sebészeti alkohol helyett – kis sebek esetén, ill. fokozott fertőzési veszély hiánya esetén a bőr fertőtlenítésére használja. Alkalmas zsírfoltok ruháról való eltávolítására. Sok gépkocsigyártó benzinkályhát alkalmazott az autó fűtésére (például: Zaporozsec). A 20. század elején világítási célokra is használták, de az autók megjelenése után az olaj-desztilláció fő terméke lett és 1910-től már több motorbenzint értékesítettek, mint lámpaolajt.